# آنا تالباخ
آنا تالباخ (بالألمانية: Anna Thalbach )‏ (و. 1973  م) هي ممثلة أفلام من ألمانيا، وألمانيا الشرقية، ولدت في برلين.

## وصلات خارجية
- آنا تالباخ على موقع IMDb (الإنجليزية)
- آنا تالباخ على موقع ميتاكريتيك (الإنجليزية)
- آنا تالباخ على موقع روتن توميتوز (الإنجليزية)
- آنا تالباخ على موقع مونزينجر (الألمانية)
- آنا تالباخ على موقع قاعدة بيانات الأفلام العربية
- آنا تالباخ على موقع ألو سيني (الفرنسية)
- آنا تالباخ على موقع ميوزك برينز (الإنجليزية)
- آنا تالباخ على موقع أول موفي (الإنجليزية)
- آنا تالباخ على موقع قاعدة بيانات الأفلام السويدية (السويدية)
- آنا تالباخ على موقع ديسكوغز (الإنجليزية)